# Dorita Barrett
Dorita Barret de Sá Putch (Califórnia, 1 de julho de 1915 – Rio de Janeiro, 25 de fevereiro de 1973) foi uma fotógrafa, editora, empresária, expedicionária, poliglota e executiva brasilo-norte-americana que foi presidente da Encyclopaedia Britannica do Brasil.

## Biografia
Californiana naturalizada brasileira, casou-se com o diplomata brasileiro Alfredo de Almeida Sá, nascido na Bahia. Em 1963 lança a Enciclopédia Barsa cuja marca é combinação do sobrenome Barret + Sá. Também criou a Enciclopédia Mirador, desta vez combinando seu prenome com o do segundo marido, Waldemiro Putch.